# Конечное топологическое пространство
Конечное топологическое пространство — топологическое пространство, в котором существует лишь конечное число точек.
Несмотря на то, что топология в основном рассматривает бесконечные пространства, конечные топологические пространства часто используются, как примеры и контрпримеры.
Уильям Терстон назвал конечные топологические пространства «чудаковатой темой, ведущей к пониманию многих вопросов».

## Способы задания топологии
Топологию на конечном множестве можно определить с помощью частичного порядка
{\displaystyle x\leq y\iff x\in {\overline {\{y\}}}},
где {\displaystyle {\overline {S}}} обозначает замыкание множества {\displaystyle S}.
Обратно, по любому частичному порядку на конечном множестве можно построить единственную топологию, определяемую этим свойством.
Для определения частичного порядка удобно использовать ориентированный граф, где вершины - это точки пространства, а существование восходящего пути из {\displaystyle x} в {\displaystyle y} соответствует отношению {\displaystyle x\leq y}.

## Примеры
- Связное двоеточие.
- Псевдоокружность — четырёхточечное пространство, задаваемое частичным порядком 
{\displaystyle a\leq b,c\leq b,c\leq d,a\leq d}.
  - Слабо гомотопически эквивалентно окружности.
    - В частности, её фундаментальная группа изоморфна {\displaystyle \mathbb {Z} }.

## Свойства
- Особенным свойством топологических пространств является то, что замкнутые множества также определяют топологию. Эту новую топологию можно получить обращением частичного порядка, или, что то же самое, обращением ориентации всех рёбер соответствующего графа.
- Каждое конечное топологическое пространство является компактным.
- Конечное Т1-пространство Т1 дискретно.
  - В частности, любое конечное хаусдорфово пространство дискретно.
- Любое связное конечное топологическое пространство линейно связно.
- Для любого конечного абстрактного симплициального комплекса существует слабо гомотопически эквивалентное ему конечное топологическое пространство.[2]
  - Обратное также верно: для любого конечного топологического пространства существует слабо гомотопически эквивалентный ему конечный симплициальный комплекс.
- В таблице ниже перечислены число различных топологий на множестве С из n элементов. Она также отображает количество неэквивалентных (то есть негомеоморфных) топологий. Не существует простой формулы для вычисления этих чисел; в энциклопедии целочисленных последовательностей в настоящее время списки доходят до {\displaystyle n=18}.

| n    | Различных топологий | Различных Т0 топологий | Неэквивалентных топологий | Неэквивалентных Т0 топологий |
| ---- | ------------------- | ---------------------- | ------------------------- | ---------------------------- |
| 0    | 1                   | 1                      | 1                         | 1                            |
| 1    | 1                   | 1                      | 1                         | 1                            |
| 2    | 4                   | 3                      | 3                         | 2                            |
| 3    | 29                  | 19                     | 9                         | 5                            |
| 4    | 355                 | 219                    | 33                        | 16                           |
| 5    | 6942                | 4231                   | 139                       | 63                           |
| 6    | 209527              | 130023                 | 718                       | 318                          |
| 7    | 9535241             | 6129859                | 4535                      | 2045                         |
| 8    | 642779354           | 431723379              | 35979                     | 16999                        |
| 9    | 63260289423         | 44511042511            | 363083                    | 183231                       |
| 10   | 8977053873043       | 6611065248783          | 4717687                   | 2567284                      |
| ОЭИС | A000798             | A001035                | A001930                   | A000112                      |

- Число {\displaystyle T_{0}(n)} всех Т0-топологий на множестве из n точек и число {\displaystyle T_{0}(n)} всех топологий связанy формулой
{\displaystyle T(n)=\sum _{k=0}^{n}S(n,k)\,T_{0}(k)}

где {\displaystyle S(n,k)} обозначает число Стирлинга второго рода.